# 白小豆

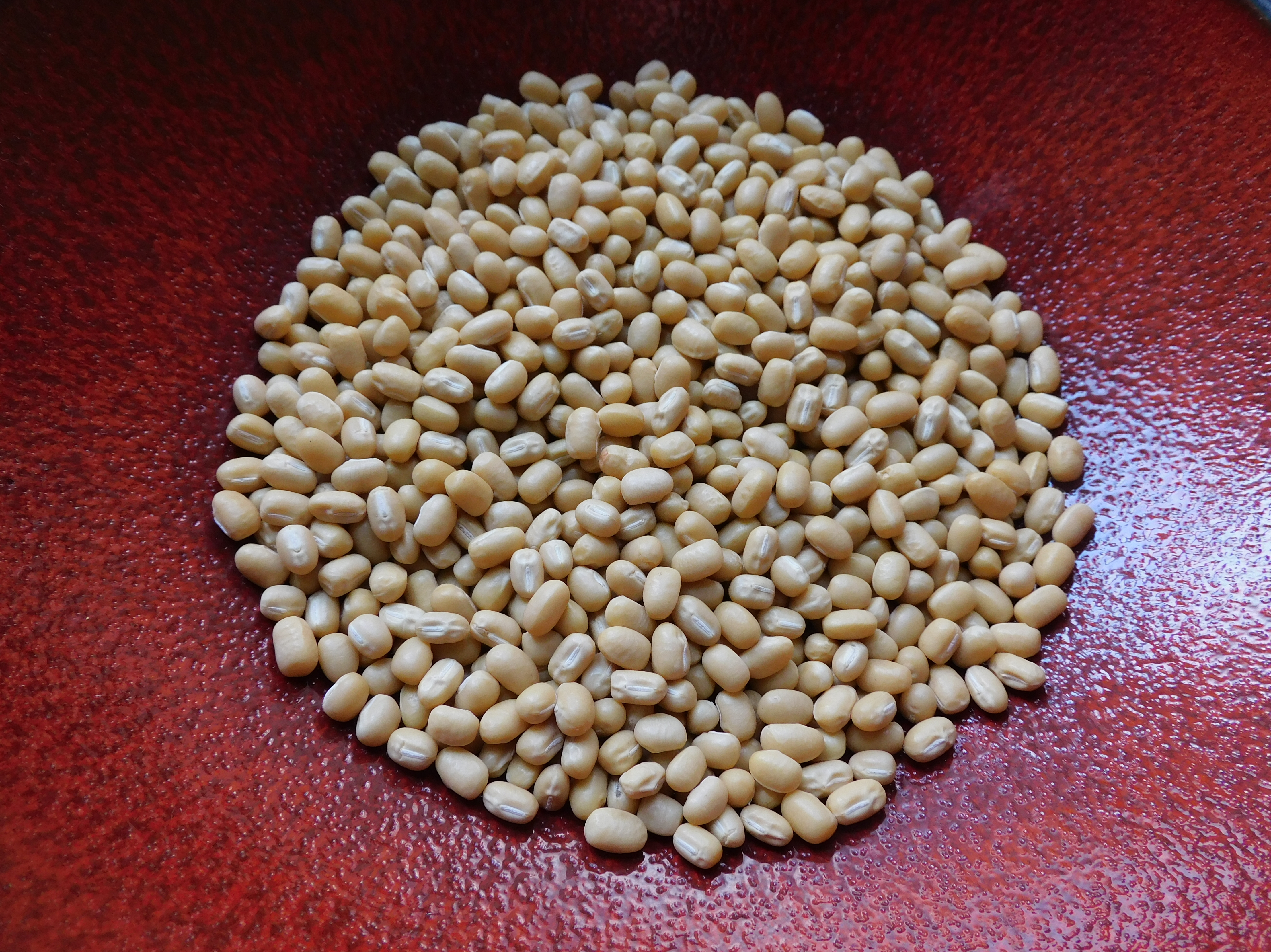
備中白小豆

白小豆（しろあずき、しろしょうず）は、小豆の一種。高級和菓子用の白あん原料として評価が高いが、栽培が難しく、また良質な白あんを製造するために目視による選別を行う必要があるなど手間暇がかかる作物であり、その生産量は少ない。

## 小豆の分類における白小豆
アズキ（小豆）はマメ科ササゲ属アズキ亜属に分類される。小豆の原種は日本、朝鮮半島、中国、ネパールなど東アジアに広く分布するヤブツルアズキであり、栽培化も東アジアで行われたと考えられている。栽培種となった小豆は東アジアの地域文化と結びついてその利用が拡大していったが、近年まで栽培地域は中国、朝鮮半島、日本といった東アジア圏に限定されていた。

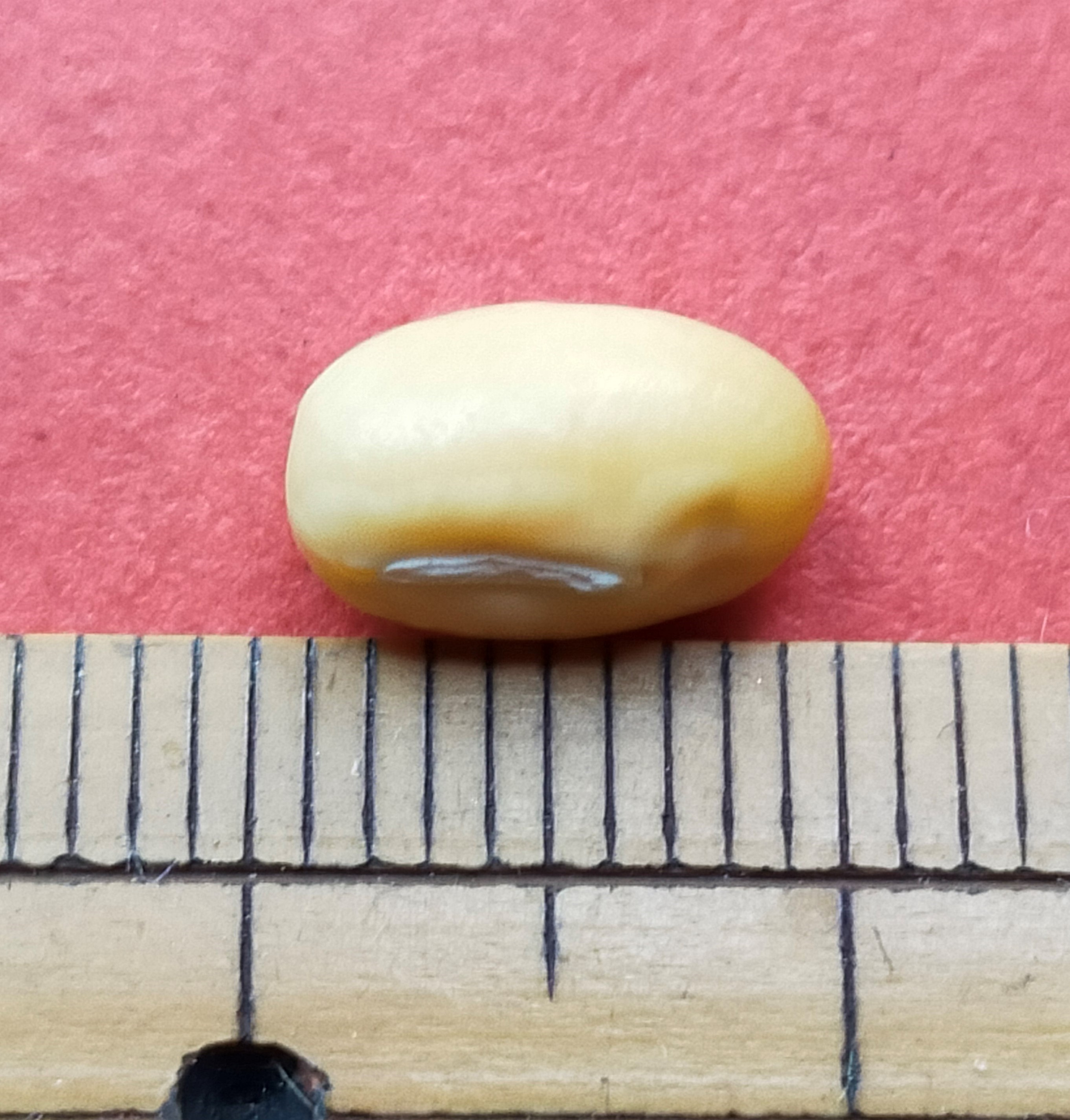
備中白小豆と定規

小豆の分類は大まかに成熟期によるもの、粒の大きさ、種皮色によるものに分けられる。種皮の色に関してはおおむねいわゆる小豆色（赤色）系であるが、黄白色、茶、黒、緑、まだらなどの色の品種もある。その中でも種皮が黄白色の小豆が白小豆であり、通常の小豆に比べてポリフェノールの含有量が少なく、渋さも少なめであるが、他の性質は一般的な小豆とほぼ同様である。白小豆は赤い小豆の突然変異により生み出されたと推定されており、小豆の種皮の色は小豆色に対して黄白色は潜性遺伝（劣性遺伝）である。収穫される白小豆の中にはいわゆる先祖返りの現象により赤い小豆が混ざることがある。また小豆は種皮の色と粒の大きさとの間には遺伝的連鎖があり、基本的に通常の赤い小豆に比べて白小豆は小粒なものとなる。
成熟期による分類は、開花時期が温度（感温性）によって決まる夏小豆と、日の長さが一定時間よりも短くなること（短日性）により開花する秋小豆がある。夏小豆は5月上中旬に種を蒔き、夏がその収穫期となる品種で、主に北海道で栽培されているが本州以南ではほとんど栽培されることが無い。一方、秋小豆は7月半ばごろに種を蒔き、収穫は10月から11月になる。こちらは北海道での栽培は不可能とされ、本州以南で栽培されている。従って、北海道で生産される白小豆は夏小豆系で、本州で栽培される白小豆は秋小豆系である。

## 高級和菓子の原料

### 白あんの原料として

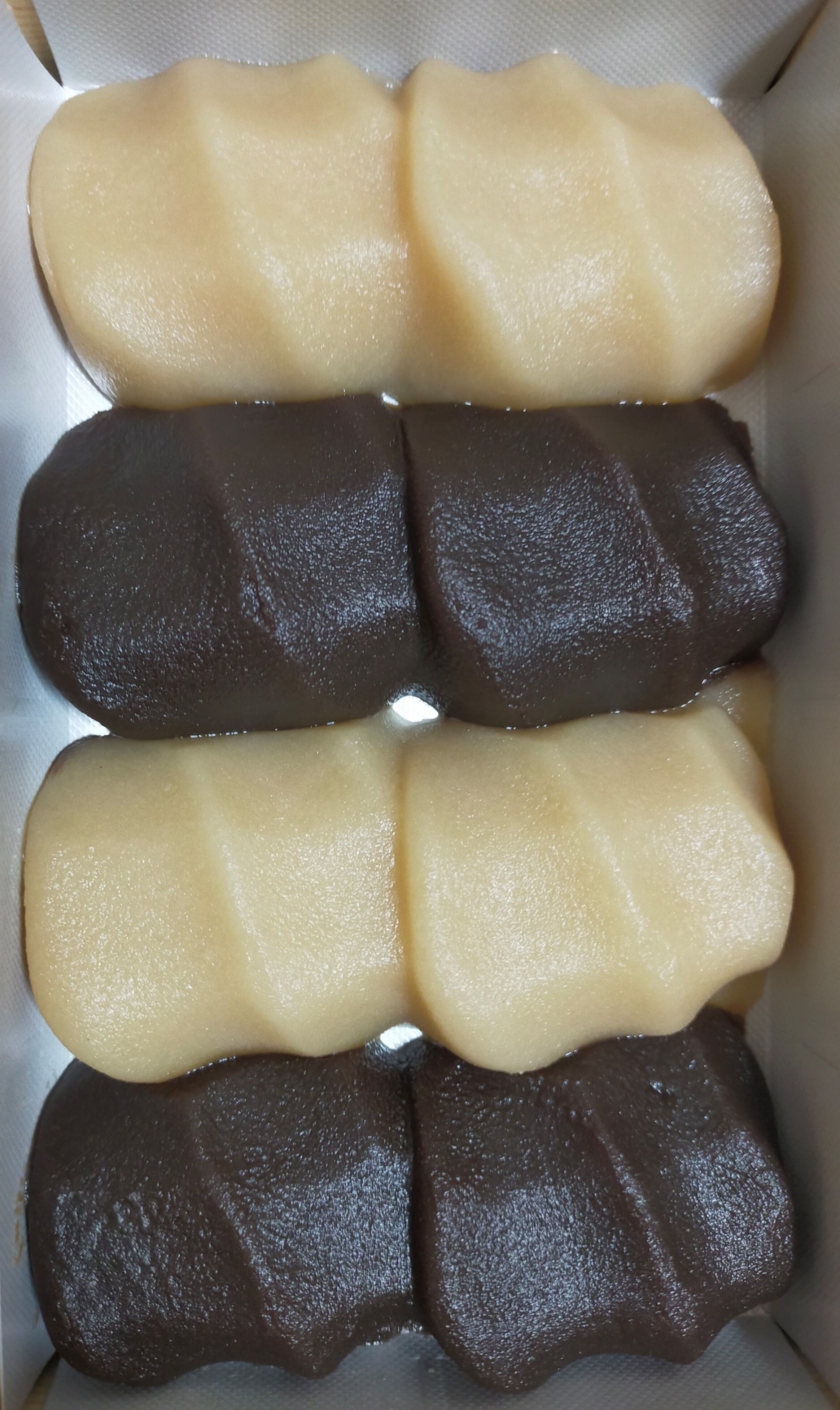
株式会社赤福の商品「白餅黒餅」、白餅の白あんは白小豆を使用している。

通常の小豆色の赤あんに対して、白色の豆類から製造される白色のあんを白あんとよぶ。油脂の含有量が多いダイズ、ラッカセイを除いた豆類は製あん材料として用いられるが、白あんの条件としては原材料の豆の外皮が白色であるのに加えて、餡製造過程の煮沸中に著しい変色をしないこと、そして煮沸後も白色を保持していることが求められる。
白あんの原料豆としては白小豆の他にインゲンマメ、ライマメが使用されている。インゲンマメは日本国産の手亡（てぼう）、白金時（しろきんとき）、輸入豆ではアメリカ大陸産のグレートノーザン、東南アジア産のホワイトビーン。ライマメは輸入豆のアメリカ大陸産のベビーライマ、ラージライマ、東南アジア産のバタービーンなどがある。ベビーライマやバタービーンといったライマメ類は安価であるため上生菓子以外の用途で用いられている。手亡などシロインゲンマメによる白あんも、癖の少なさから黄身あんや抹茶あんといった加工に向くという長所がある。
和菓子、中でも生菓子用の白あんは色と味に重点が置かれ、高級なものは美しい色合いと上品な甘みが求められる。白あんの原料としての白小豆の評価は「仕上がりの色合いが良く、味・香りの点で申し分ない」と極めて高く、主に高級和菓子の材料として用いられている。

### 白小豆製白あんの評価

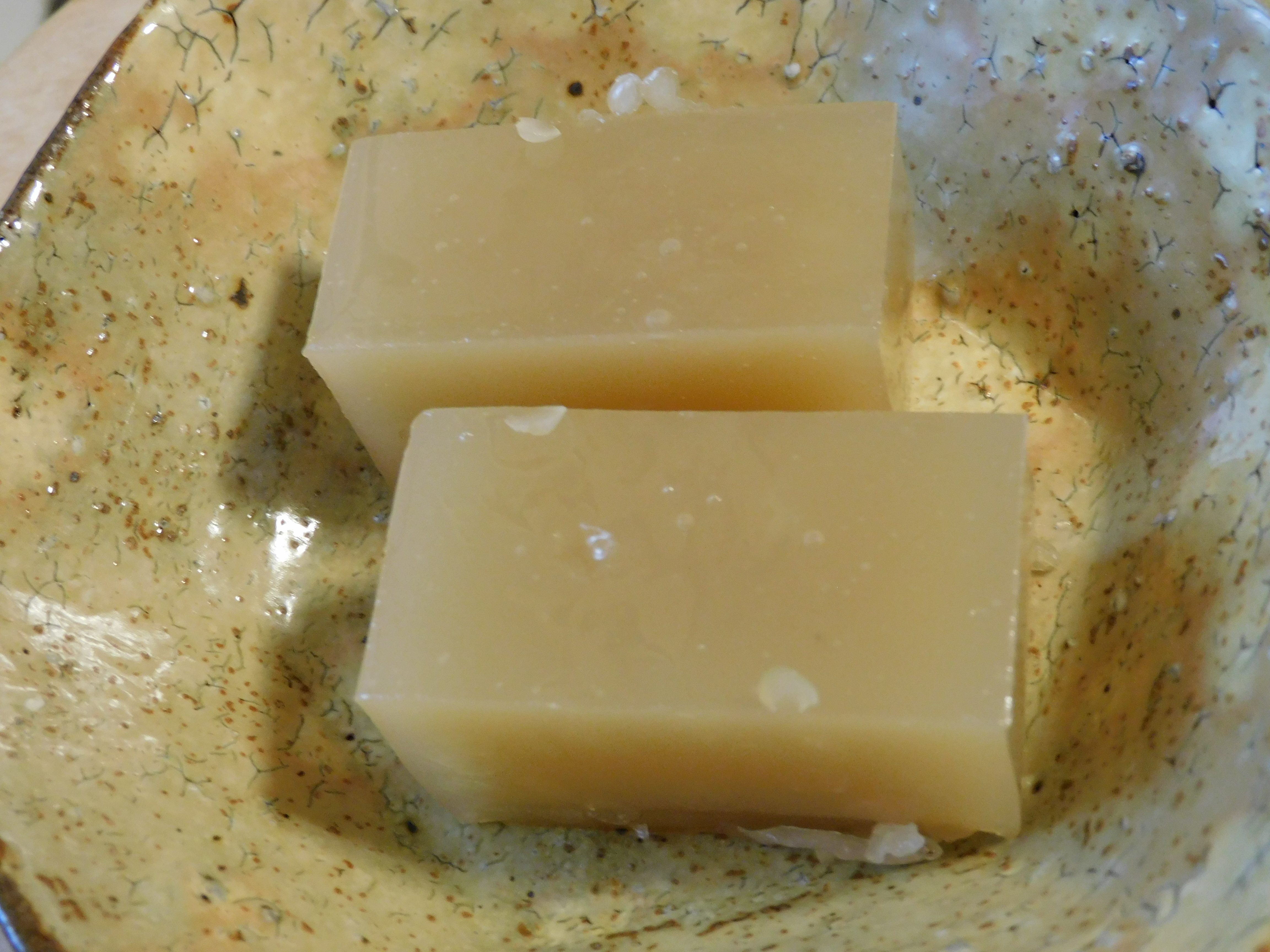
虎屋の白小豆製の羊羹、「月の暁」

白小豆は、高級和菓子の原材料として老舗和菓子店から高い評価を受けてきた。
たとえば、川端道喜の15代当主は、「備中の白小豆を用いた白あんがよかったのだが、ほとんどの白あんは手亡によるものになってしまった。しかし手亡の白あんと備中白小豆の白あんとでは雲泥の差がある」と述べている。
虎屋15代の黒川武雄は、菓子の白あんは白小豆で作るのが本当で、相当高価ではあるがまことにきれいで、良い風味があって他のものよりもさらっとして特別な美味しさがあると評価している。また虎屋文庫の「虎屋の白小豆」によれば、白小豆の白あんは繊細でまろやかな風味であり、硬さも適切であるのに対し、手亡などインゲンマメ製の白あんは粘りはあるものの硬さが無いとしている。これは餡の粒子やでんぷん、たんぱく質の量の差によるものではないかと判断している。また象牙色の白小豆製の白あんは、真っ白なインゲンマメ製の白あんに比べて、着色すると上品な色合いになることも評価項目としている。そのため虎屋では江戸時代から白小豆を使用し続けており、現在も生菓子用の白あんの原料は白小豆のみであり、羊羹や最中には白小豆と手亡などによる白あんをブレンドしたものを使用している。
1830年創業の大阪の和菓子の老舗、菊壽堂義信の主人は「備中白小豆」で作る羊羹に関して「白小豆100パーセントの羊羹さかい、そらおいしいです。備中の白小豆は香りが違う」と、評価している。

## 生産

### 生産と利用史
中国、韓国には白小豆と比較的似ている灰白小豆がある。しかし灰白小豆は煮ると淡いピンク色となって餡も淡いピンク色のものとなるため、高級和菓子用には適さない。
日本では白小豆の生産に関する歴史的文献は極めて少なく、これは白小豆の生産に関る関心の低さに加え、生産量自体が少なかったためと推測されている。文献上の初出は延喜18年（918年）ごろに成立したとされる日本現存最古の本草書『本草和名』の中で、赤小豆の項目の説明の中に、青小豆、黒小豆、紫小豆、黄小豆などとともに紹介されている。ただし、この『本草和名』での白小豆の紹介は、中国語文献の引用という形を取っている。16世紀に書かれた中国の薬学書『本草綱目』にも白小豆の説明があるものの、やはりこれも中国語文献である。
イエズス会によって1603年（慶長8年）に刊行された『日葡辞書』の中にも、白小豆の項目がみられる。江戸時代に入ると白小豆を団子や汁粉、饅頭などに使うという記述が現れるようになる。江戸中期の『農業全書』には、小豆には赤白緑があるが、もっぱら赤を栽培すると紹介されている。江戸後期になると文献上白小豆の用途が餡や羊羹に拡大していたことが確認できる。その一方で1844年刊行の『重修本草綱目啓蒙』では白小豆を「上品の餡に用いる」としており、白小豆のブランド化が確認できる。実際、江戸末期には白あんや羊羹の材料としては、白小豆ではなくて白大角豆（白ササゲ）を用いていたとの記録が残っている。
明治に入ると、家庭用の菓子作りの本の中で白小豆の紹介が見られるので、当時は一般用にも流通していたと推察されている。しかし、1882年（明治15年）刊行の農業書の中で、大粒の白小豆は小豆の中で最高級品であり価格も高いと紹介されており、また1908年（明治41年）刊行の農業書の中では、白小豆は白あんとして大変に優れた性質を持っているものの、栽培が困難で収量が少ないため、もっぱらインゲンマメが白あんの原料となり栽培者が少なくなっていると指摘している。
1931年（昭和6年）刊行の『菓子大観』では、白小豆のことを「色はあまり白くないものの味は極めて良く、生産量が少ないため4〜5軒の特定和菓子店の特約栽培のようだ」と記述されている。

### 生産におけるネック
高級和菓子の材料として高い評価がある白小豆であるが、普及には不利な条件があって栽培面積は思うように広まっていない。まず栽培が困難である上に、収量が少なく不安定であるという難点がある。
栽培を難しくしている要因の一つには、白小豆は徒長しやすく、また茎が伸びてつる化しやすく倒れやすい。そのため刈り取りの機械化が困難である。そして赤小豆よりも栽培に適する土地が限られる傾向がある。また病害虫に弱く、猛暑時には実がならなくなったり、収穫前に雨が続くと豆の品質が低下して出荷できなくなるという弱点を抱えている。特に本州で栽培される秋小豆系の白小豆は、栽培期が台風や秋の長雨の時期にぶつかるため、どうしても気候の影響を受けやすくなる。さらに近年は、野生動物による食害も深刻になっている。夏小豆系の白小豆が栽培されている北海道も、やはり栽培の困難さがネックとなって生産が広まらない状況である。
加えて白小豆の特性がその普及を妨げている。高級和菓子の材料としてその品質の維持が至上命題となっているため、白あんに悪影響を与える虫食いや小さなしみなどをしっかり選別せねばならず、機械による選別の後に目視による手選別も行われているなど、選別に多くの手間と時間がかかる。
そして高級和菓子の材料という、利用が限定されていることもネックとなっている。そもそも小豆は、気象等の影響を受けやすく生産量が不安定であるため、価格が乱高下しやすく投機的色彩が強い作物である。その上、需要が特殊かつ限定的である白小豆は、相場の乱高下がより激しくなる傾向がある。その結果として、価格の暴騰をきっかけに白小豆栽培に乗り出した農家の多くが、暴落に直面して栽培から撤退するという事態が繰り返されてきた。
近年、これまで高級和菓子の大口消費者であった茶道による利用が低迷しており、老舗和菓子店は一般和菓子愛好家の需要開拓に積極的になっている。一般消費者はインスタ映えがして、きれいでかわいらしい印象を受ける色彩が鮮やかな菓子を好む傾向があり、そのような和菓子がSNS上にアップされ人気を集めるという現象が起きている。白小豆による白あんは色を自由に付けることが出来るため、老舗の和菓子店でも鮮やかな色彩の和菓子を求める声に対応し、白小豆の需要が増大している。仲買人の白小豆買取価格も近年は高値安定しており、生産量が足りない状況になっている。一方の産地でも、高い収益が期待できる白小豆のブランド化を強化する取り組みが進められている。
しかし老舗和菓子店などから高い評価を受けている食材であるとの情報は、十分に生産者まで届いているとは言い難く、白小豆の評価面からの生産意欲の向上はあまりみられない。また栽培の困難さや機械化の難しさ、収穫後の選別の手間暇などの面で生産者が負うリスクが大きく、農業従事者の高齢化や他の商品作物との競合という問題と相まって、白小豆の安定的供給は大きな課題を抱えている。

## 産地

### 歴史上にみる産地
江戸幕府は享保20年から元文3年（1735年 - 1738年）にかけて、全国各地における産物を報告・集計した『諸国産物帳』を編纂した。『諸国産物帳』の原本は現存していないが、後年、現存する諸藩からの提出記録の控えや記録類を整理した『享保・元文諸国産物帳集成』が作成された。
『享保・元文諸国産物帳集成』によれば、全国65か国のうち、陸奥・下野・常陸・佐渡・信濃・美濃・越中・能登・加賀・越前・近江・紀伊・出雲・隠岐・周防・長門・壱岐・対馬・日向の計19か国で白小豆が栽培されていたことが確認できる。また、1828年（文政11年）に刊行された『本草図譜』の中では、白小豆は常陸で多く栽培されているとの記録がある。ただし、豊臣秀吉により栽培が始められたとの伝承があり、現在の産地として著名な備中では、『享保・元文諸国産物帳集成』、『本草図譜』いずれも白小豆の栽培に関する記録は無い。
しかし、江戸中期のものと推定されている『備前備中御領内産物帳』には白小豆が記載されており、江戸中期には白小豆が備前、備中では生産されていたことが判明する。1919年（大正8年）刊行の『岡山県産業概説』において、岡山県内の川上郡、小田郡が白小豆の主要産地であり、中でも川上郡の白小豆は「品質優良」で、京阪神で菓子材料として賞用されていると記載されているが、備中での白小豆の生産について記載されている文献はその程度で極めて少ない。

### 2014年における産地と生産高
2014年（平成26年）の白小豆の主な産地は、北海道、茨城県、群馬県、兵庫県、岡山県である。北海道は主に十勝地方で作付面積は約42ヘクタール、茨城県の常陸大宮市付近と群馬県の利根沼田地区で約90ヘクタール、兵庫県姫路市で約9ヘクタール、また兵庫県では丹波地域でも栽培が行われている。岡山県では真庭市で約6.5ヘクタール、笠岡市で約38.6ヘクタール、以上主要産地で約180 - 190ヘクタール程度、その他の産地を考慮して全国では約200ヘクタール程度で白小豆が栽培されていると推測されている。なお後述のように秋田県にも白小豆の栽培が広がりつつある。
白小豆の収量は1ヘクタールあたり約90 - 120キログラムと推定されており、2014年の白小豆の生産量は全国で180トンから240トンであると考えられる。
2015年（平成27年）に日本において製餡に使用されたと推定される豆は約12万2000トンあまりに及んでおり、白小豆の180トンから240トンと推定される生産量は、わずか0.1パーセントから0.2パーセントに過ぎず、白小豆を原料とした白あんに希少価値があることを示している。

### 各産地

#### 北海道
北海道では戦後の1950年代に自然突然変異による白小豆が見い出され、栽培されるようになった。帯広の和菓子店が帯広産の白小豆を使用した白あんで和菓子を製造して好評を博したこともあった。
しかし、1964年から1966年（昭和39 - 41年）かけての冷害により壊滅的な被害を受け、一時北海道での白小豆の栽培は皆無となった。帯広の和菓子店はやむなく本州から白小豆を入手して菓子の製造を継続することになった。
そのような事情を聞きつけ、かつ生産量がわずかで価格が高い白小豆の栽培を北海道で行うことが望まれたため、北海道立十勝農業試験場では良質かつ安定的に多収量が上げられる白小豆の品種改良に取り組むことになり、1979年（昭和54年）には「ホッカイシロショウズ」が品種登録された。しかし「ホッカイシロショウズ」は栽培が難しい上に収量も低かった。また白あんの色がねずみ色となり、風味も劣ることにより和菓子業界から敬遠されて販路が拡大せず、栽培は普及しなかった。
「ホッカイシロショウズ」が不評の中、本州では白小豆の生産が不安定で安定供給に課題があるため、北海道での白小豆生産にかかる期待は大きく、本州で栽培されている秋小豆系の白小豆を道南で栽培を試みることになった。この試みは日中の長さが短くなることによって開花時期が決まる秋小豆は開花時期が遅いため、北海道では栽培できないと主張する北海道立農業試験場の反対を押し切って進められたものであった。予想通り秋小豆系の白小豆は道南で稔ることは無く、試みは失敗に終わった。そこで北海道立十勝農業試験場では再び白小豆の品種改良に取り組むことになり、2006年（平成18年）に「きたほたる」が品種登録された。
「きたほたる」は白みが強く明るい白あんとなるため本州産の白小豆に近く、風味も本州産のものに近くなったと評価されている。しかし栽培の困難さが克服されているわけではなく、価格が下がると作付面積の減少が起こるなど、栽培の定着化は進んでいない。また北海道産の白小豆の取引価格は、岡山県、茨城県・群馬県など他の産地のものよりも安価である。

#### 虎屋の契約栽培（茨城県・群馬県）

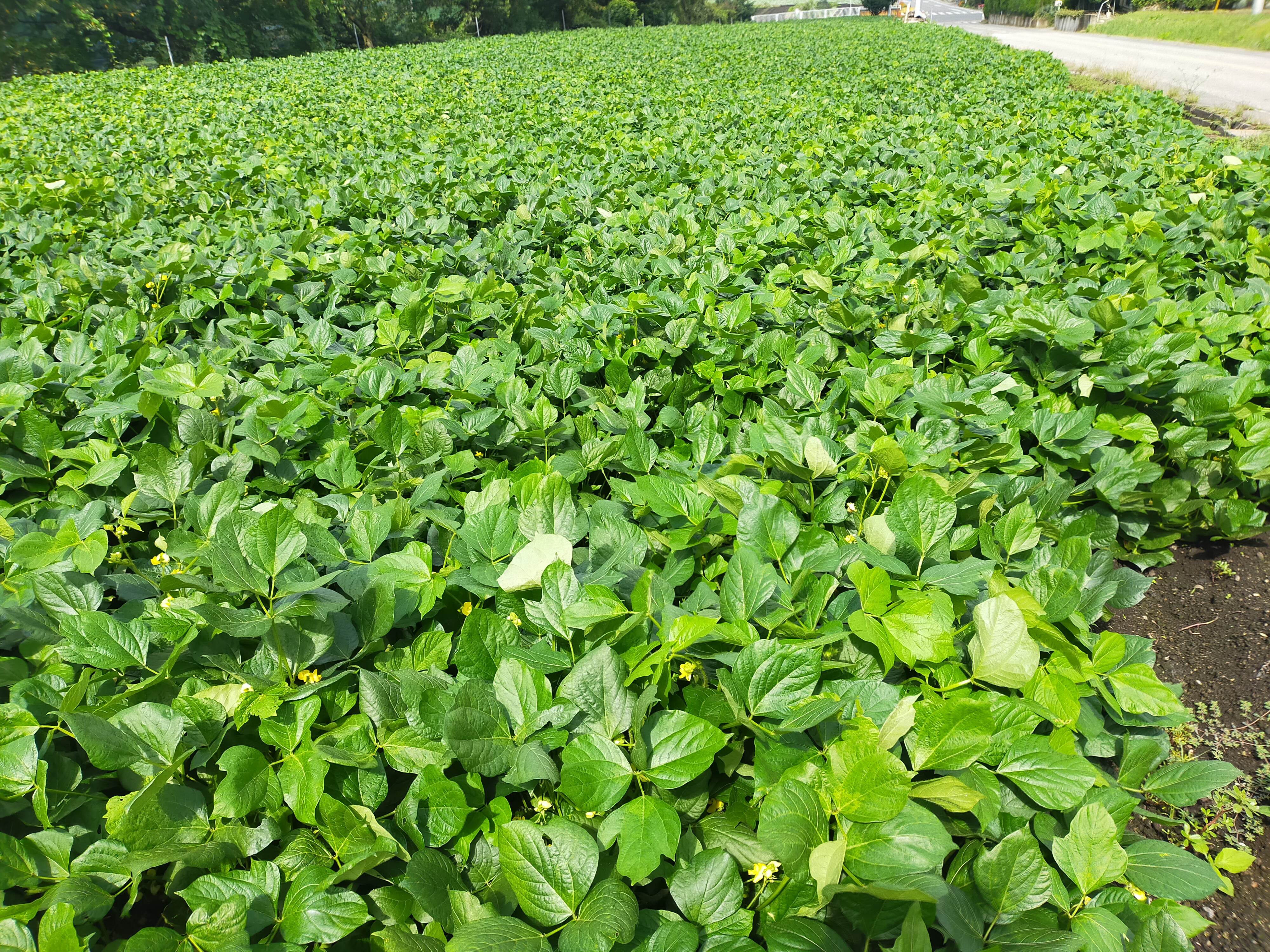
白小豆の畑、群馬県昭和村で撮影

株式会社虎屋は群馬県に約80ヘクタール、茨城県に約10ヘクタールの白小豆の契約栽培を行っている。その他、秋田県、岩手県、福島県、長野県、岐阜県、兵庫県でも試験栽培を行っていて、虎屋は総計約100ヘクタールの白小豆の栽培を行っている。中でも群馬県の白小豆の栽培面積は全国最大で、主に昭和村で栽培が行われている。茨城県では常陸大宮市を中心として栽培が行われている。なお秋田県では虎屋の契約栽培が広まりつつあり、2021年は群馬県に次ぐ生産量を記録した。
江戸時代から虎屋では、白あんの原料豆に使われる当時一般的であった白ササゲではなくて、白小豆を用いていた。東京奠都後、京都から東京へと本店を移転した虎屋であったが、京都から白小豆を取り寄せるなどしながら使用を継続していた。そのような中で白小豆の安定供給が課題となった。
虎屋の第15代、黒川武雄によれば、福島県の磐梯山麓や新潟県などで白小豆を栽培してみたが、期待される品質の白あんが出来なかった。そこで白羽の矢が立ったのが、群馬県の利根沼田地域であった。昭和村を中心とした群馬県の利根沼田地域は、冷涼な気候と土壌特性により白小豆に限らず豆類の栽培に適しており、収量も他地区よりも多い。1927年（昭和2年）、黒川武雄は群馬県庁を通じて利根郡農会（現・JA利根沼田）に白小豆の栽培を委託する。虎屋は奈良県から白小豆の種子を仕入れ、利根郡農会に供給して契約栽培を行った。
しかし戦時体制が強化されていく中で原材料の入手、中でも白小豆の入手は困難となり、1939年（昭和14年）の段階で白あんの可能な限りの使用抑制を打ち出さざるを得なかった。食糧確保が最優先となった戦時中、和菓子の原料である白小豆の栽培自体が困難となり、1941年（昭和16年）以降虎屋は白小豆を仕入れることが出来なくなる。もちろん利根郡農会を通しての白小豆の契約栽培も中断する。戦中、そして戦後まもなくの混乱期は、虎屋でも白あん用に手亡など白小豆の代替品が使用されたと考えられている。
虎屋では1951年（昭和26年）ごろから白小豆を使用した製品が復活し始める。同時期には白小豆の取引記録も確認されており、虎屋での白小豆の利用は本格化していく。群馬での白小豆栽培が本格的に再開された時期は記録に残っていないが、1961年（昭和36年）から虎屋の利根沼田地域での白小豆契約栽培が始まったとの記録があり、このころから利根沼田地域で虎屋の白小豆契約栽培が再開されたと推測されている。
戦後再開された利根沼田地域での白小豆契約栽培でネックとなったのが、価格は高いものの収量が少ないため農家の視点からみて生産効率が低く、白小豆の栽培から手を引く農家が相次いだことであった。また気候や土壌など栽培に適した土地が限られ、生産量が少ない白小豆の安定供給は虎屋にとって大きな課題であると判断した。
虎屋は高品質の白小豆の安定供給を栽培農家の育成から図る方針を固めた。1965年（昭和40年）、利根郡の農協で指導員を務め、白小豆の栽培に精通した有馬清三郎が退職後虎屋に入社した。有馬は農協勤務時代に培った人脈を駆使し、農地の運営や農家との連絡調整業務に従事する。また翌1966年（昭和41年）には、昭和村に「虎屋沼田農場」を開設し、白小豆の栽培方法の研究を進めた。虎屋沼田農場で研究開発された栽培法により白小豆の収量は増加し、また有馬の尽力によって虎屋による白小豆の契約栽培は利根沼田地域に定着していく。
1975年（昭和50年）に有馬は退職したが、その後も現地採用の契約社員が常駐し、本社との連絡調整、生産者支援などに従事している。なおその他に、1995年度（平成7年度）からは原材料についての高度な知識習得、取引先の理解と支援を目的として、毎年1名ずつの社員が現場研修の形で派遣されている。また多くの労力を要する種まきや刈り取り時には、虎屋から資材部を中心とした社員の援農も行っている。
昭和40年代後半、虎屋は茨城県で白小豆の契約栽培を開始し、1978年（昭和53年）に御殿場工場が開業した後には御殿場でも契約栽培が行われるようになった。なお御殿場での契約栽培は2009年度（平成21年度）で終了している。
群馬県の利根沼田地域で白小豆の契約栽培を行っているのは、個人農家から法人、商社、福祉施設など多様である。白小豆を原料とした白あんの需要は旺盛である反面、JAを通じて随時契約栽培者の募集を行っているものの、利根沼田地域ではレタスやキャベツなど、高原野菜の栽培のほうが収益が上がりやすいため栽培から撤退する農家も多く、白小豆の確保に苦慮している。収穫された白小豆は品質により仕分けられるが、等級外とされたもの以外は全量買い上げとなる。買い取り価格は岡山県産の「備中白小豆」より安価ではあるが、価格の変動は少なく、農家にとって安定した収益が上げられるというメリットがある。虎屋としても色別選別機の導入、納入時の積み込み作業の軽減策など農家の負担軽減に配慮し、栽培農家の確保に努めている。
後述のように虎屋は2018年（平成30年）に契約栽培を行っている白小豆の品種、「福とら白」の品種登録が認められている。また2018年度からは白小豆栽培は群馬県からの補助金対象となった。そして生産地である利根沼田地区では虎屋の白小豆製品についてのPRや和菓子教室を開催しており、虎屋本社ギャラリーで白小豆の企画展を開催するなど、白小豆のPRとともに生産者と虎屋を結びつける活動に力を入れている。

#### 兵庫県・京都府
兵庫県・京都府の丹波地域は大納言小豆の伝統的な産地であるが、白小豆の栽培も行われている。丹波の白小豆は主要産地の一つである岡山県産のものよりも面積当たりの収量が少なく、取引価格も高い。
なお兵庫県では品種改良によって育成された「白雪大納言」を2002年（平成14年）に品種登録している。

#### 岡山県
岡山県備中地域は白小豆の栽培で知られており、「備中白小豆」の名でよばれ、これまで栽培されてきた白小豆は遺伝的に固定されていない在来種であった。品種改良がされた作物は比較的均質なものが収穫できる反面、備中白小豆は大粒のものがあったり小粒のものがあったりして一定しない。
岡山県では、標高が比較的高く、気温と降水量、そして石灰岩質の水はけのよいアルカリ性の土壌が小豆栽培に適する県北部が、伝統的な白小豆の産地である。伝統ある備中白小豆の味にこだわる和菓子屋があり、また年ごとに作況や品質が大きく変化する白小豆の安定的確保が難しいという事情から、岡山県では白小豆の扱いに精通している仲買人が買い取り、その後和菓子店に直接卸したり、二次問屋に売却したりする取引方法が定着している。こうした仲買人は収量や品質が安定しない性質の白小豆を安定的に確保するためのノウハウや人脈を持っており、「備中白小豆」の取引になくてはならない存在となっている。
1992年（平成4年）からは、県南西部の笠岡市の笠岡湾干拓地で栽培に取り組む農家が現れ、他の豆類よりも高収入を得られることから栽培が広まっている。気温の高い県南西部の干拓地での白小豆の栽培は、種まきの時期が県北部よりも遅めにするなどの栽培上の工夫を行っている。
また岡山県でも、生産者と白小豆の需要者である老舗和菓子店との繋がりを作り、生産意欲の向上に結び付ける動きがある。具体的には、白小豆の仲買人が高級和菓子店の商品に岡山県産の白小豆が使われていることを生産者に伝えていくとともに、老舗和菓子店の関係者が毎年現地視察に訪れ相談に乗っており、生産者を老舗和菓子店に招待して白小豆を用いた高級和菓子の製造過程や商品を紹介するといった活動が行われている。地元岡山県でも、和菓子店の有志が「備中白小豆」を使用した商品開発の勉強会を結成して新商品の開発に結び付けており、地元農業高校の研究テーマとして特産である白小豆の栽培が取り上げられるなどの普及に向けた地域活動が見られる。
岡山県においても白小豆の品種改良が行われており、2017年（平成29年）に「備中夢白小豆」が品種登録されている。

## 品種
生産者側に生産過剰に対する恐れが強く、また買取価格に影響する懸念もあるため、白小豆の品種改良についての取り組みは必ずしも積極的ではない。また白小豆の需要者である和菓子店も在来種の白小豆を求める傾向があると指摘されている。

### ホッカイシロショウズ
北海道では1950年代に帯広市川西において見い出された、自然突然変異の白小豆が栽培されていた。しかし寒さに弱く、1964年から1966年までの冷害時にはほぼ収穫が得られず、以後栽培されなくなった。
北海道立十勝農業試験場では、1966年に白小豆の品種改良に着手する。高品質で多収量かつ収穫時期が早い白小豆の育成を目指し、まず川西で見い出された白小豆と茶殻早生という小粒かつ良質の早生品種を交配した。交配した種を、さらに世代を継いで交配・育成しながら優秀な性質を持つ個体の選抜を繰り返した。その結果「十育93号」が生み出され、生産力、特性、そして北海道での栽培に向くかどうかの試験を繰り返し、さらに実地栽培のなかで冷害時の栽培特性を確認したうえで、1979年に北海道の奨励品種「ホッカイシロショウズ」が品種登録された。
「ホッカイシロショウズ」は、帯広市川西において見い出された自然突然変異の白小豆と比べて耐冷性に優れ、収量的にも多く、かつ収穫期も早めであった。しかし実地での栽培においては、なお収量と耐冷性が不足しており、収穫期もまだ遅めとの評価となった。しかも種子の切れ目から雑菌が入りやすいために発芽率が低く、土壌病害に弱いという欠点もあった。
その上、「ホッカイシロショウズ」製の白あんの色はねずみ色となり、本州産の白小豆による白あんよりも風味も劣るため販路は広がらず、栽培は広まらなかった。

### きたほたる
「ホッカイシロショウズ」が不評で栽培が広まらないため、北海道立十勝農業試験場では白小豆の品種改良に再度挑むことになり、1982年度（昭和57年度）から品種改良のための交配を開始した。兵庫県から導入した在来種の白小豆などとの交配を繰り返すなかで、「ホッカイシロショウズ」の欠点とされた種皮の色、土壌病害、耐冷性、成熟期、さらにつる化を避ける改良が進められ、1995年度までの間に計19回の人工交配を行った。
交配の結果「十育146号」が選抜され、2000年（平成12年）から各種栽培試験が行われたあと、2004年（平成16年）に北海道の優良品種として「きたほたる」が育種され、2006年（平成18年）に品種登録された。
「きたほたる」の成熟時期は「ホッカイシロショウズ」と比べて早くなり、土壌病害に強く、かつつる化も抑えられている。その一方で、収量は「ホッカイシロショウズ」から改善が見られなかったほか、耐冷性も大きく改善されておらず、北海道の山間部など冷涼な気候の場所での栽培は困難である。種皮の色に関しては「ホッカイシロショウズ」と比べて明るくなり、製あんした色調、風味も本州産の白小豆のものに近くなり、加工業者からの評価も向上している。
「きたほたる」は、北海道の十勝地方を中心として栽培されているが、種まきの時期の選定が難しく、栽培自体の難しさも克服しきれていないため栽培は広まっていない。また「きたほたる」を原料とした新商品の開発やPRも進められているが、価格が下落すると作付が減少してしまっており、多くの農家が積極的に栽培に乗り出す状況には至っていない。

### 福とら白

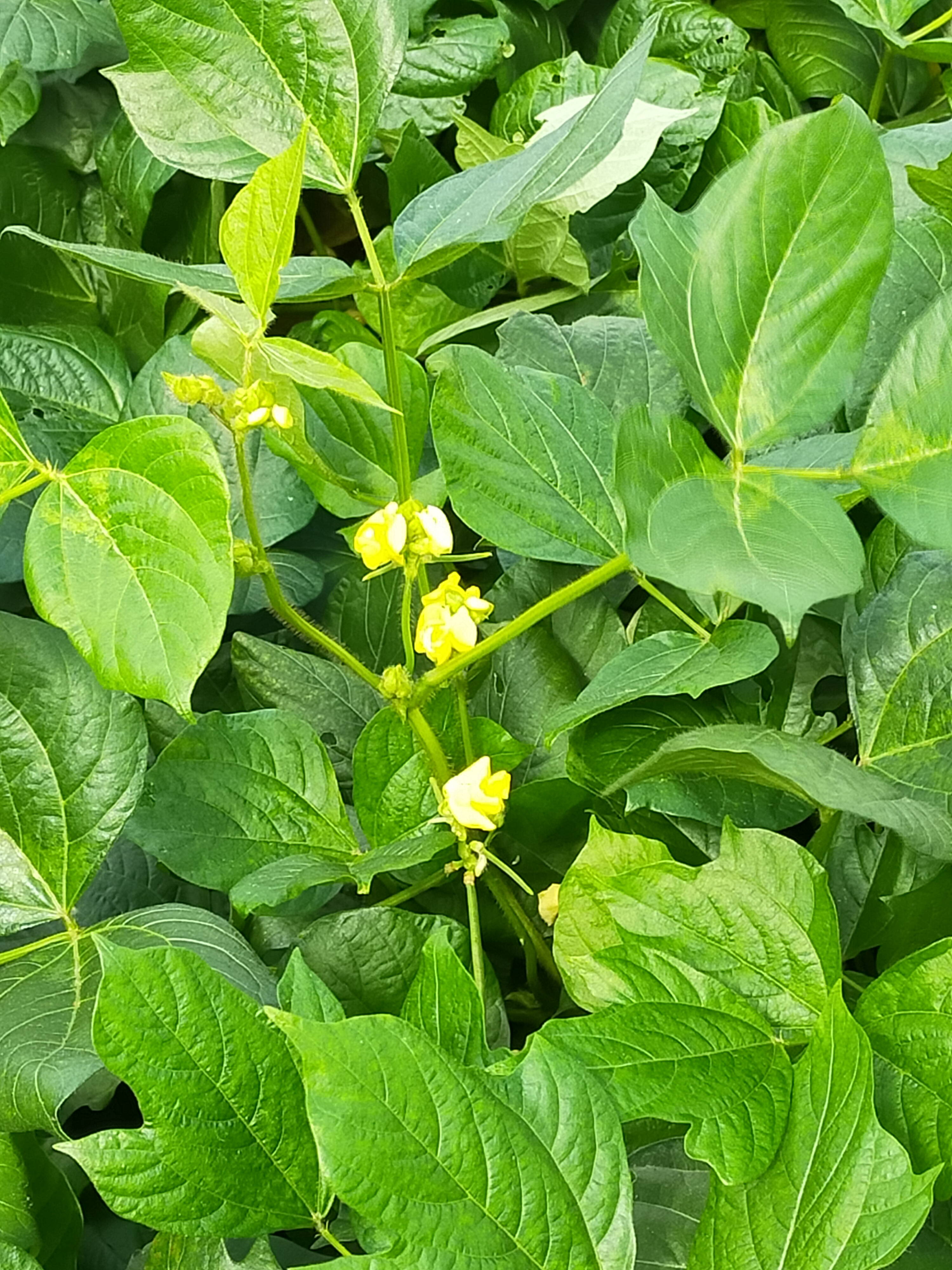
白小豆の品種「福とら白」、群馬県昭和村で撮影

虎屋は契約栽培している白小豆の品質向上を目指し、2007年（平成19年）に専門家を招聘して契約栽培を行っている白小豆の調査を行った。その結果、栽培している白小豆は約30種に分けられることが判明した。そこで2007年度から2013年度（平成19 - 25年度）にかけて、粒が大きくかつ揃っていて安定した収量が得られ、そして色合い、風味、餡への加工しやすさといった点で優れた種を選別した。2015年（平成27年）に品種登録の申請を行い、2018年2月に「福とら白」が品種登録された。
「福とら白」は交配により生み出された種苗法に登録されている他の小豆の品種とは異なり、これまで栽培されてきた雑種性の白小豆から優れた性質の純系を分離する、純系分離の方法で品種として固定したものである。また日本の小豆の品種として唯一、民間による品種登録となった。「福とら白」の栽培に伴い、雑種性の白小豆の栽培時よりも品質が安定し、選別の労力が軽減されている。
今後の課題としては「福とら白」は丈が長いために倒れやすく、手作業による収穫が必要であるため、機械で刈り取りやすい丈の短い品種への改良、そして夏小豆に品種改良して寒冷地での栽培を可能にし、現在の産地である群馬県などでも「福とら白」収穫後に他の作物の栽培が可能にするという2点の品種改良に取り組むことが検討されている。

### 白雪大納言
兵庫県では岡山県の備中地域で栽培されてきた在来種系統の白小豆が栽培され続けていた。しかし小粒で収量も少ないため、栽培は広まらなかった。そこで品種改良によって大粒で多収量の白小豆の育種が行われることになり、1980年代に岡山県から導入されていた白小豆の一系統から、大粒化を目指し選抜された「安富大粒白」と、極大粒の赤小豆「兵庫大納言」とを1989年（平成元年）に交配することによって品種改良が始められた。その後、優れた性質の個体の選抜を進め、1998年（平成10年）に「白雪大納言」が育種され、2002年（平成14年）に品種登録された。
「白雪大納言」は白小豆の中でも大粒の品種であり、収量が多く、かつつる化が少ないという利点を持っている。その一方で味、香りが従来の備中白小豆よりも強いという特徴がある。

### 備中夢白小豆
岡山県でも雑種性の在来種では粒型、大きさ、種皮の色など品質や成熟時期にばらつきが見られ、収量が上がらない要因となっていると考えられたため、成熟期が早く、つる化しにくくて倒れにくい、さらに品質が良い白小豆の品種改良を進めることになった。
1990年（平成2年）に品種改良のもととなる交配が行われ、その後2002年（平成14年）から育成、選抜されてきた22系統の中からさらに優れた性質のものを絞り込む作業が進められた。その結果、2017年（平成29年）に成熟期が早く、つる化しにくくて倒れにくい、粒が均質かつ大きく、風味、つや、舌触りが良い白あんが製造できる「備中夢白小豆」が品種登録された。